# دومينيك لانغ
دومينيك لانغ (بالفرنسية: Dominique Lang) هو رسام لوكسمبورغي، ولد في 15 أبريل 1874 في دوديلانج في لوكسمبورغ، وتوفي في 22 يونيو 1919 في Schifflange ‏ في لوكسمبورغ.